# Wang Yan (ciclista)
Wang Yan –em chinês, 王 豔– (24 de agosto de 1974) é uma desportista chinesa que competiu no ciclismo na modalidade de pista. Ganhou uma medalha de bronze no Campeonato Mundial de Ciclismo em Pista de 2000, na prova de 500 m contrarrelógio.
Participou em três Jogos Olímpicos de Verão, entre os anos 1992 e 2000, ocupando o 4.º lugar em Sydney 2000, nos 500 m contrarrelógio, e o 7.º lugar em Atlanta 1996, em velocidade individual.

## Medalheiro internacional
| Campeonato Mundial | Campeonato Mundial        | Campeonato Mundial | Campeonato Mundial   |
| Ano                | Lugar                     | Medalha            | Competição           |
| ------------------ | ------------------------- | ------------------ | -------------------- |
| 2000               | Manchester ( Reino Unido) | Medalha de bronze  | 500 m contrarrelógio |